# Damernas K-4 500 meter i kanotsport vid olympiska sommarspelen 2000
Damernas K-4 500 meter vid olympiska sommarspelen 2000 hölls på Sydney International Regatta Centre i Sydney. 

## Medaljörer
| Gren          | Guld                                                             | Silver                                                        | Brons                                                       |
| K4, 500 meter | Tyskland Birgit Fischer Manuela Mucke Anett Schuck Katrin Wagner | Ungern Rita Kőbán Katalin Kovács Szilvia Szabó Erzsébet Viski | Rumänien Raluca Ioniţǎ Mariana Limbău Elena Radu Sanda Toma |

## Resultat

### Heat
| Heat 1 av 2 Datum: Tisdagne den 26 september 2000 | Heat 1 av 2 Datum: Tisdagne den 26 september 2000 | Heat 1 av 2 Datum: Tisdagne den 26 september 2000 | Heat 1 av 2 Datum: Tisdagne den 26 september 2000                           | Heat 1 av 2 Datum: Tisdagne den 26 september 2000 | Heat 1 av 2 Datum: Tisdagne den 26 september 2000 |
| Placering                                         | Totalt                                            | Nation                                            | Kanotister                                                                  | Tid                                               | Kval                                              |
| ------------------------------------------------- | ------------------------------------------------- | ------------------------------------------------- | --------------------------------------------------------------------------- | ------------------------------------------------- | ------------------------------------------------- |
| 1                                                 | 1                                                 | Ungern                                            | Rita Kőbán, Katalin Kovács, Szilvia Szabó och Erzsébet Viski                | 1:33.312                                          | QF                                                |
| 2                                                 | 3                                                 | Belarus                                           | Olesya Bakunova, Jelena Bet, Natalja Bondarenko och Svetlana Vakula         | 1:34.734                                          | QF                                                |
| 3                                                 | 4                                                 | Spanien                                           | Izaskun Aramburu, Beatriz Manchón, Ana María Penas och Belén Sánchez        | 1:35.298                                          | QF                                                |
| 4                                                 | 5                                                 | Ukraina                                           | Hanna Balabanova, Olena Tjerevatova, Natalija Fiklisova och Marija Raltjeva | 1:35.454                                          | QS                                                |
| 5                                                 | 8                                                 | Ryssland                                          | Natalija Gulj, Jelena Tissina, Olga Tisjtjenko och Galina Poryvajeva        | 1:36.870                                          | QS                                                |

| Heat 2 av 2 Datum: Tisdagen den 26 september 2000 | Heat 2 av 2 Datum: Tisdagen den 26 september 2000 | Heat 2 av 2 Datum: Tisdagen den 26 september 2000 | Heat 2 av 2 Datum: Tisdagen den 26 september 2000                          | Heat 2 av 2 Datum: Tisdagen den 26 september 2000 | Heat 2 av 2 Datum: Tisdagen den 26 september 2000 |
| Placering                                         | Totalt                                            | Nation                                            | Kanotister                                                                 | Tid                                               | Kval                                              |
| ------------------------------------------------- | ------------------------------------------------- | ------------------------------------------------- | -------------------------------------------------------------------------- | ------------------------------------------------- | ------------------------------------------------- |
| 1                                                 | 2                                                 | Tyskland                                          | Katrin Wagner, Birgit Fischer, Anett Schuck och Manuela Mucke              | 1:33.895                                          | QF                                                |
| 2                                                 | 6                                                 | Polen                                             | Aneta Pastuszka, Joanna Skowroń, Aneta Michalak och Beata Sokołowska       | 1:35.887                                          | QF                                                |
| 3                                                 | 7                                                 | Rumänien                                          | Raluca Ioniţǎ, Mariana Limbău, Elena Radu och Sanda Toma                   | 1:35.935                                          | QF                                                |
| 4                                                 | 9                                                 | Australien                                        | Natalie Hunter, Amanda Simper, Kerri Randle och Shelley Oates-Wilding      | 1:37.081                                          | QS                                                |
| 5                                                 | 10                                                | Kanada                                            | Marie-Josée Gibeau-Ouimet, Carrie Lightbound, Julia Rivard och Kamini Jain | 1:38.580                                          | QS                                                |

Totala resultant, heat
| Heat Totala resultat | Heat Totala resultat | Heat Totala resultat                                                        | Heat Totala resultat | Heat Totala resultat | Heat Totala resultat | Heat Totala resultat |
| Placering            | Kanotist             | Nation                                                                      | Heat                 | Placering            | Tid                  | Kval                 |
| -------------------- | -------------------- | --------------------------------------------------------------------------- | -------------------- | -------------------- | -------------------- | -------------------- |
| 1                    | Ungern               | Rita Kőbán, Katalin Kovács, Szilvia Szabó och Erzsébet Viski                | 1                    | 1                    | 1:33.312             | QF                   |
| 2                    | Tyskland             | Katrin Wagner, Birgit Fischer, Anett Schuck och Manuela Mucke               | 2                    | 1                    | 1:33.895             | QF                   |
| 3                    | Belarus              | Olesya Bakunova, Jelena Bet, Natalja Bondarenko och Svetlana Vakula         | 1                    | 2                    | 1:34.734             | QF                   |
| 4                    | Spanien              | Izaskun Aramburu, Beatriz Manchón, Ana María Penas och Belén Sánchez        | 1                    | 3                    | 1:35.298             | QF                   |
| 5                    | Ukraina              | Hanna Balabanova, Olena Tjerevatova, Natalija Fiklisova och Marija Raltjeva | 1                    | 4                    | 1:35.454             | QS                   |
| 6                    | Polen                | Aneta Pastuszka, Joanna Skowroń, Aneta Michalak och Beata Sokołowska        | 2                    | 2                    | 1:35.887             | QF                   |
| 7                    | Rumänien             | Raluca Ioniţǎ, Mariana Limbău, Elena Radu och Sanda Toma                    | 2                    | 3                    | 1:35.935             | QF                   |
| 8                    | Ryssland             | Natalija Gulj, Jelena Tissina, Olga Tisjtjenko och Galina Poryvajeva        | 1                    | 5                    | 1:36.870             | QS                   |
| 9                    | Australien           | Natalie Hunter, Amanda Simper, Kerri Randle och Shelley Oates-Wilding       | 2                    | 4                    | 1:37.081             | QS                   |
| 10                   | Kanada               | Marie-Josée Gibeau-Ouimet, Carrie Lightbound, Julia Rivard och Kamini Jain  | 2                    | 5                    | 1:38.580             | QS                   |

### Semifinal
| Heat 1 av 1 Datum: Torsdagen den 28 september 2000 | Heat 1 av 1 Datum: Torsdagen den 28 september 2000 | Heat 1 av 1 Datum: Torsdagen den 28 september 2000                          | Heat 1 av 1 Datum: Torsdagen den 28 september 2000 | Heat 1 av 1 Datum: Torsdagen den 28 september 2000 |
| Placering                                          | Nation                                             | Kanotister                                                                  | Tid                                                | Kval                                               |
| -------------------------------------------------- | -------------------------------------------------- | --------------------------------------------------------------------------- | -------------------------------------------------- | -------------------------------------------------- |
| 1                                                  | Ukraina                                            | Hanna Balabanova, Olena Tjerevatova, Natalija Fiklisova och Marija Raltjeva | 1:37.704                                           | QF                                                 |
| 2                                                  | Ryssland                                           | Natalija Gulj, Jelena Tissina, Olga Tisjtjenko och Galina Poryvajeva        | 1:38.262                                           | QF                                                 |
| 3                                                  | Kanada                                             | Marie-Josée Gibeau-Ouimet, Carrie Lightbound, Julia Rivard och Kamini Jain  | 1:38.340                                           | QF                                                 |
| 4                                                  | Australien                                         | Natalie Hunter, Amanda Simper, Kerri Randle och Shelley Oates-Wilding       | 1:38.580                                           |                                                    |

### Final
| 1 | Tyskland | Katrin Wagner, Birgit Fischer, Anett Schuck och Manuela Mucke               | 1:34.532 |
| 2 | Ungern   | Rita Kőbán, Katalin Kovács, Szilvia Szabó och Erzsébet Viski                | 1:34.946 |
| 3 | Rumänien | Raluca Ioniţǎ, Mariana Limbău, Elena Radu och Sanda Toma                    | 1:37.010 |
| 4 | Polen    | Aneta Pastuszka, Joanna Skowroń, Aneta Michalak och Beata Sokołowska        | 1:37.076 |
| 5 | Ukraina  | Hanna Balabanova, Olena Tjerevatova, Natalija Fiklisova och Marija Raltjeva | 1:37.544 |
| 6 | Belarus  | Olesya Bakunova, Jelena Bet, Natalja Bondarenko och Svetlana Vakula         | 1:37.748 |
| 7 | Ryssland | Natalija Gulj, Jelena Tissina, Olga Tisjtjenko och Galina Poryvajeva        | 1:38.624 |
| 8 | Spanien  | Izaskun Aramburu, Beatriz Manchón, Ana María Penas och Belén Sánchez        | 1:38.654 |
| 9 | Kanada   | Marie-Josée Gibeau-Ouimet, Carrie Lightbound, Julia Rivard och Kamini Jain  | 1:39.566 |